# Copa Bento Gonçalves
A Copa Bento Gonçalves foi uma competição de futebol amistosa ocorrida no Rio Grande do Sul, organizada pela Federação Gaúcha de Futebol em 1985. Teve como vencedor o Sport Club São Paulo de Rio Grande.

## Participantes
- 14 de Julho (Santana do Livramento)
- Aimoré (São Leopoldo)
- Brasil (Pelotas)
- Caxias (Caxias do Sul)
- Esportivo (Bento Gonçalves)
- Gaúcho (Passo Fundo)
- Grêmio (Porto Alegre)
- Internacional (Santa Maria)
- Internacional (Porto Alegre)
- Juventude (Caxias do Sul)
- Novo Hamburgo (Novo Hamburgo)
- Pelotas (Pelotas)
- Rio-Grandense (Rio Grande)
- Santa Cruz (Santa Cruz do Sul)
- São Borja (São Borja)
- São Paulo (Rio Grande)

## Final
- Jogo de ida (13 de julho de 1985) - Estádio Beira Rio

Internacional 0 - 1 São Paulo
- Jogo de volta (4 de agosto de 1985) - Estádio Aldo Dapuzzo

São Paulo 1 - 1 Internacional